# Oreochromis
Genre
Le genre Oreochromis de la famille des Cichlidés comprend entre 40 et 50 espèces originaires de la zone éthiopienne.
C'est l'un des genres de Tilapias, nom vernaculaire qui regroupe trois genres : Oreochromis, Tilapia et Sarotherodon.

## Liste d'espèces
Selon FishBase 32 espèces (05/2015):
- Oreochromis amphimelas (Hilgendorf, 1905)
- Oreochromis andersonii (Castelnau, 1861)
- Oreochromis angolensis (Trewavas, 1973)
- Oreochromis aureus (Steindachner, 1864)
- Oreochromis chungruruensis (Ahl, 1924)
- Oreochromis esculentus (Graham, 1928)
- Oreochromis hunteri Günther, 1889
- Oreochromis ismailiaensis Mekkawy, 1995
- Oreochromis jipe (Lowe, 1955)
- Oreochromis karomo (Poll, 1948)
- Oreochromis karongae (Trewavas, 1941)
- Oreochromis korogwe (Lowe, 1955)
- Oreochromis lepidurus (Boulenger, 1899)
- Oreochromis leucostictus (Trewavas, 1933)
- Oreochromis lidole (Trewavas, 1941)
- Oreochromis macrochir (Boulenger, 1912)
- Oreochromis mortimeri (Trewavas, 1966)
- Oreochromis mossambicus (Peters, 1852)
- Oreochromis mweruensis Trewavas, 1983
- Oreochromis niloticus (Linnaeus, 1758)
- Oreochromis placidus (Trewavas, 1941)
- Oreochromis rukwaensis (Hilgendorf et Pappenheim, 1903)
- Oreochromis saka (Lowe, 1953)
- Oreochromis salinicola (Poll, 1948)
- Oreochromis schwebischi (Sauvage, 1884)
- Oreochromis shiranus Boulenger, 1897
- Oreochromis spilurus (Günther, 1894)
- Oreochromis squamipinnis (Günther, 1864)
- Oreochromis tanganicae (Günther, 1894)
- Oreochromis upembae (Thys van den Audenaerde, 1964)
  - Oreochromis upembae upembae
  - Oreochromis upembae Malagarasi
- Oreochromis urolepis (Norman, 1922)
- Oreochromis variabilis (Boulenger, 1906)

### Note
Selon ITIS:
- Oreochromis alcalica (Hilgendorf, 1905) - voir Alcolapia alcalica (Hilgendorf, 1905)
- Oreochromis amphimelas (Hilgendorf, 1905)
- Oreochromis andersonii (Castelnau, 1861)
- Oreochromis angolensis (Trewavas, 1973)
- Oreochromis aureus (Steindachner, 1864)
- Oreochromis chungruruensis (Ahl, 1924)
- Oreochromis esculentus (Graham, 1928)
- Oreochromis grahami (Boulenger, 1912) - voir Alcolapia grahami (Boulenger, 1912)
- Oreochromis ismailiaensis Mekkawy, 1995
- Oreochromis jipe (Lowe, 1955)
- Oreochromis karomo (Poll, 1948)
- Oreochromis karongae (Trewavas, 1941)
- Oreochromis korogwe (Lowe, 1955)
- Oreochromis latilabris Seegers & Tichy, 1999 - voir Alcolapia latilabris (Seegers & Tichy, 1999)
- Oreochromis lepidurus (Boulenger, 1899)
- Oreochromis leucostictus (Trewavas, 1933)
- Oreochromis lidole (Trewavas, 1941)
- Oreochromis macrochir (Boulenger, 1912)
- Oreochromis malagarasi Trewavas, 1983
- Oreochromis mortimeri (Trewavas, 1966)
- Oreochromis mossambicus (Peters, 1852)
- Oreochromis mweruensis Trewavas, 1983
- Oreochromis ndalalani Seegers & Tichy, 1999 - voir Alcolapia ndalalani (Seegers & Tichy, 1999)
- Oreochromis niloticus (Linnaeus, 1758)
- Oreochromis pangani (Lowe, 1955)
- Oreochromis placidus (Trewavas, 1941)
- Oreochromis rukwaensis (Hilgendorf & Pappenheim, 1903)
- Oreochromis saka (Lowe, 1953)
- Oreochromis salinicola (Poll, 1948)
- Oreochromis schwebischi (Sauvage, 1884)
- Oreochromis shiranus Boulenger, 1897
- Oreochromis spilurus (Günther, 1894)
- Oreochromis squamipinnis (Günther, 1864)
- Oreochromis tanganicae (Günther, 1894)
- Oreochromis upembae (Thys van den Audenaerde, 1964)
- Oreochromis urolepis (Norman, 1922)
- Oreochromis variabilis (Boulenger, 1906)